# Hagedahalli, Channagiri
Hagedahalli là một làng thuộc tehsil Channagiri, huyện Davanagere, bang Karnataka, Ấn Độ.